# Valle di Traslasierra

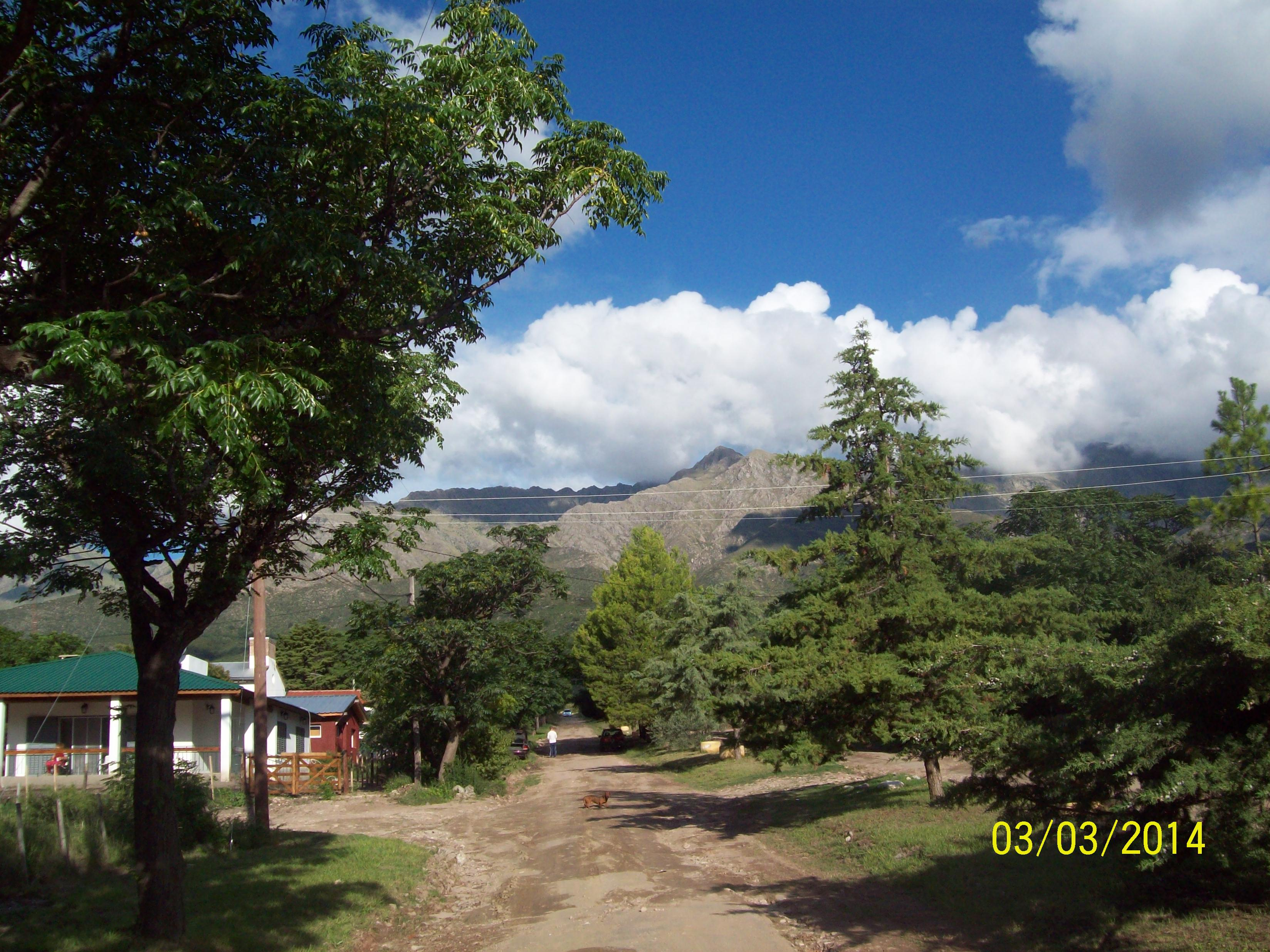
Los Hornillos, Córdoba Argentina nell'estate meridionale.

La valle di Traslasierra è una regione naturale sita nella Provincia di Córdoba in Argentina, sita nella parte occidentale della catena montuosa Sierras Grandes delle Sierras de Córdoba. In essa vi sono sette città, fra le quali quella a maggior vocazione turistica è Mina Clavero, mentre quella più mercantile è Villa Dolores.

## Descrizione
A causa del suo isolamento tenuto per lungo tempo (il Camino de las Altas Cumbres, che collega la città di Mina Clavero con quella di Villa Carlos Paz, nella valle di Punilla fu realizzato fra la fine del XIX secolo e l'inizio del XX grazie all'interessamento del Cura Gaucho e venne modernizzato, con la possibilità di traffico leggero e pesante, solo con il consolidamento della strada provinciale n. 34 avvenuto nel 1970) la zona ha una densità di popolazione decisamente inferiore a quella delle altre valli delle catene montuose della provincia di Córdoba, il che le ha però consentito una maggior persistenza della cultura creola di tipo gaucho ed una maggior conservazione della natura agreste.
Nei suoi aspetti culturali questa zona si caratterizza per la produzione di alimenti organici, miele, e ceramiche nere queste ultime nella zona della diga  La Viña (la vigna) e Los Hornillos (ed i fornelli).
Secondo i dati censuari del 2010, a quella data vivevano nella valle 100.331 abitanti, distribuiti nei quattro dipartimenti di: 
- San Javier
- San Alberto
- Pocho
- Minas

con quello di San Javier che contiene da solo più della metà della popolazione della valle.
I comuni della valle sono:
- Las Rabonas
- Los Hornillos
- Mina Clavero
- Nono
- Villa de Las Rosas
- Villa Dolores
- Villa Cura Brochero

All'ovest della valle propriamente detta si ubica l'esteso Parco nazionale Traslasierra.